# Ford (Wiltshire)
Ford – wieś w Anglii, w hrabstwie Wiltshire. Leży 54 km na północny zachód od miasta Salisbury i 146 km na zachód od Londynu.